# Ciclismo nos Jogos Asiáticos de 2022
As competições de ciclismo dos Jogos Asiáticos de 2022 foram realizadas no Centro Esportivo Chun'an Jieshou, no condado de Condado de Chun'an [en], na China, entre os dias 25 de setembro a 5 de outubro de 2023.

## Cronograma
| Q | Qualificação | E | Rodadas de eliminação | F | Finais |

| Evento↓/Data →                      | 25 Seg     | 26 Ter     | 26 Ter     | 26 Ter     | 27 Qua     | 27 Qua     | 28 Qui     | 28 Qui     | 29 Sex     | 29 Sex     | 30 Sáb     | 1 Dom      | 1 Dom      | 2 Seg      | 3 Ter      | 4 Qua      | 5 Qui      |            |            |
| BMX Racing                          | BMX Racing | BMX Racing | BMX Racing | BMX Racing | BMX Racing | BMX Racing | BMX Racing | BMX Racing | BMX Racing | BMX Racing | BMX Racing | BMX Racing | BMX Racing | BMX Racing | BMX Racing | BMX Racing | BMX Racing | BMX Racing | BMX Racing |
| ----------------------------------- | ---------- | ---------- | ---------- | ---------- | ---------- | ---------- | ---------- | ---------- | ---------- | ---------- | ---------- | ---------- | ---------- | ---------- | ---------- | ---------- | ---------- | ---------- | ---------- |
| Masculino                           |            |            |            |            |            |            |            |            |            |            |            | Q          | F          |            |            |            |            |            |            |
| Feminino                            |            |            |            |            |            |            |            |            |            |            |            | Q          | F          |            |            |            |            |            |            |
| Mountain Bike                       |            |            |            |            |            |            |            |            |            |            |            |            |            |            |            |            |            |            |            |
| Cross-country masculino             | F          |            |            |            |            |            |            |            |            |            |            |            |            |            |            |            |            |            |            |
| Cross-country feminino              | F          |            |            |            |            |            |            |            |            |            |            |            |            |            |            |            |            |            |            |
| Estrada                             |            |            |            |            |            |            |            |            |            |            |            |            |            |            |            |            |            |            |            |
| Prova de estrada masculina          |            |            |            |            |            |            |            |            |            |            |            |            |            |            |            |            | F          |            |            |
| Contrarrelógio individual masculino |            |            |            |            |            |            |            |            |            |            |            |            |            |            | F          |            |            |            |            |
| Prova de estrada feminina           |            |            |            |            |            |            |            |            |            |            |            |            |            |            |            | F          |            |            |            |
| Contrarrelógio individual feminino  |            |            |            |            |            |            |            |            |            |            |            |            |            |            | F          |            |            |            |            |
| Pista                               |            |            |            |            |            |            |            |            |            |            |            |            |            |            |            |            |            |            |            |
| Sprint masculino                    |            |            |            |            | Q          | E          | E          | F          |            |            |            |            |            |            |            |            |            |            |            |
| Keirin masculino                    |            |            |            |            |            |            |            |            | E          | F          |            |            |            |            |            |            |            |            |            |
| Ômnium masculino                    |            |            |            |            |            |            | F          | F          |            |            |            |            |            |            |            |            |            |            |            |
| Madison masculino                   |            |            |            |            |            |            | F          | F          |            |            |            |            |            |            |            |            |            |            |            |
| Sprint por equipes masculino        |            | Q          | E          | F          |            |            |            |            |            |            |            |            |            |            |            |            |            |            |            |
| Perseguição por equipes masculina   |            | Q          | E          | F          |            |            |            |            |            |            |            |            |            |            |            |            |            |            |            |
| Sprint feminino                     |            |            |            |            | Q          | E          | F          |            |            |            |            |            |            |            |            |            |            |            |            |
| Keirin feminino                     |            |            |            |            | E          | F          |            |            |            |            |            |            |            |            |            |            |            |            |            |
| Ômnium feminino                     |            |            |            |            |            | F          | F          |            |            |            |            |            |            |            |            |            |            |            |            |
| Madison feminino                    |            |            |            |            |            |            | F          |            |            |            |            |            |            |            |            |            |            |            |            |
| Sprint por equipes feminino         |            | Q          | E          | F          |            |            |            |            |            |            |            |            |            |            |            |            |            |            |            |
| Perseguição por equipes feminino    |            | Q          | E          | F          |            |            |            |            |            |            |            |            |            |            |            |            |            |            |            |

## Medalhistas

### Track
| Evento                                     | Ouro                                                                                 | Prata                                                                  | Bronze                                                                            |
| ------------------------------------------ | ------------------------------------------------------------------------------------ | ---------------------------------------------------------------------- | --------------------------------------------------------------------------------- |
| Sprint masculino detalhes                  | Kaiya Ota JPN Japão                                                                  | Zhou Yu CHN China                                                      | Shah Firdaus Sahrom MAS Malásia                                                   |
| Keirin masculino detalhes                  | Zhou Yu CHN China                                                                    | Kang Seo-jun KOR Coreia do Sul                                         | Shah Firdaus Sahrom MAS Malásia                                                   |
| Omnium masculino detalhes                  | Kazushige Kuboki JPN Japão                                                           | Leung Ka Yu HKG Hong Kong                                              | Ahmed Al-Mansoori UAE Emirados Árabes Unidos                                      |
| Madison masculino detalhes                 | JPN Japão Naoki Kojima Shunsuke Imamura                                              | KOR Coreia do Sul Shin Dong-in Kim Eu-ro                               | KAZ Cazaquistão Artyom Zakharov Ramis Dinmukhametov                               |
| Sprint por equipes masculino detalhes      | JPN Japão Yoshitaku Nagasako Kaiya Ota Yuta Obara Shinji Nakano                      | CHN China Guo Shuai Zhou Yu Liu Qi Xue Chenxi                          | MAS Malásia Umar Hasbullah Ridwan Sahrom Fadhil Zonis                             |
| Perseguição por equipes masculino detalhes | JPN Japão Shoi Matsuda Kazushige Kuboki Eiya Hashimoto Naoki Kojima Shunsuke Imamura | CHN China Sun Haijiao Yang Yang Zhang Haiao Sun Wentao                 | KOR Coreia do Sul Kim Hyeon-seok Min Kyeong-ho Jang Hun Shin Dong-in              |
| Sprint feminino detalhes                   | Mina Sato JPN Japão                                                                  | Yuan Liying CHN China                                                  | Riyu Ota JPN Japão                                                                |
| Keirin feminino detalhes                   | Mina Sato JPN Japão                                                                  | Wang Lijuan CHN China                                                  | Zhang Linyin CHN China                                                            |
| Omnium feminino detalhes                   | Yumi Kajihara JPN Japão                                                              | Lee Sze Wing HKG Hong Kong                                             | Liu Jiali CHN China                                                               |
| Madison feminino detalhes                  | JPN Japão Tsuyaka Uchino Maho Kakita                                                 | HKG Hong Kong Yang Qianyu Lee Sze Wing                                 | KOR Coreia do Sul Na Ah-reum Lee Ju-mi                                            |
| Sprint por equipes feminino detalhes       | CHN China Guo Yufang Bao Shanju Yuan Liying Jiang Yulu                               | KOR Coreia do Sul Hwang Hyeon-seo Kim Ha-eun Cho Sun-young Lee Hye-jin | MAS Malásia Nurul Aliana Syafika Azizan Nurul Izzah Izzati Asri Anis Amira Rosidi |
| Perseguição por equipes feminino detalhes  | JPN Japão Yumi Kajihara Mizuki Ikeda Tsuyaka Uchino Maho Kakita                      | CHN China Wang Susu Wei Suwan Wang Xiaoyue Zhang Hongjie               | HKG Hong Kong Lee Sze Wing Yang Qianyu Leung Bo Yee Leung Wing Yee                |

### Estrada
| Evento                                       | Ouro                              | Prata                           | Bronze                               |
| -------------------------------------------- | --------------------------------- | ------------------------------- | ------------------------------------ |
| Prova de estrada masculina detalhes          | Yevgeniy Fedorov KAZ Cazaquistão  | Alexey Lutsenko KAZ Cazaquistão | Sainbayaryn Jambaljamts MGL Mongólia |
| Contrarrelógio individual masculino detalhes | Alexey Lutsenko KAZ Cazaquistão   | Xue Ming CHN China              | Vincent Lau HKG Hong Kong            |
| Prova de estrada feminina detalhes           | Yang Qianyu HKG Hong Kong         | Na Ah-reum KOR Coreia do Sul    | Jutatip Maneephan THA Tailândia      |
| Contrarrelógio individual feminino detalhes  | Olga Zabelinskaya UZB Uzbequistão | Eri Yonamine JPN Japão          | Rinata Sultanova KAZ Cazaquistão     |

### BMX
| Evento            | Ouro                           | Prata                          | Bronze                                  |
| ----------------- | ------------------------------ | ------------------------------ | --------------------------------------- |
| Homens detalhes   | Asuma Nakai JPN Japão          | Komet Sukprasert THA Tailândia | Patrick Coo PHI Filipinas               |
| Mulheres detalhes | Amellya Nur Sifa INA Indonésia | Gu Quanquan CHN China          | Jasmine Azzahra Setyobudi INA Indonésia |

### Mountain bike
| Evento                           | Ouro                  | Prata                 | Bronze                    |
| -------------------------------- | --------------------- | --------------------- | ------------------------- |
| Cross-country masculino detalhes | Mi Jiujiang CHN China | Yuan Jinwei CHN China | Toki Sawada JPN Japão     |
| Cross-country feminino detalhes  | Li Hongfeng CHN China | Ma Caixia CHN China   | Faranak Partoazar IRI Irã |

## Países participantes
Um total de 264 atletas de 24 países competiram no ciclismo nos Jogos Asiáticos de 2022:
- AFG Afeganistão (2)
- BRN Bahrein (4)
- CHN China (36)
- TPE Taipé Chinês (11)
- HKG Hong Kong (18)
- IND Índia (13)
- INA Indonésia (14)
- IRI Irã (2)
- JPN Japão (21)
- KAZ Cazaquistão (23)
- KUW Kuwait (4)
- LAO Laos (3)
- MAC Macau (5)
- MAS Malásia (11)
- MGL Mongólia (5)
- NEP Nepal (2)
- PHI Filipinas (9)
- QAT Catar (3)
- SGP Singapura (2)
- KOR Coreia do Sul (28)
- THA Tailândia (23)
- UAE Emirados Árabes Unidos (8)
- UZB Uzbequistão (13)
- VIE Vietnã (4)

## Classificação de medalhas
| Pos.                | País                         | Ouro | Prata | Bronze | Total |
| ------------------- | ---------------------------- | ---- | ----- | ------ | ----- |
| 1                   | Japão (JPN)                  | 11   | 1     | 2      | 14    |
| 2                   | China (CHN)                  | 4    | 10    | 2      | 16    |
| 3                   | Cazaquistão (KAZ)            | 2    | 1     | 2      | 5     |
| 4                   | Hong Kong (HKG)              | 1    | 3     | 2      | 6     |
| 5                   | Indonésia (INA)              | 1    | 0     | 1      | 2     |
| 6                   | Uzbequistão (UZB)            | 1    | 0     | 0      | 1     |
| 7                   | Coreia do Sul (KOR)          | 0    | 4     | 2      | 6     |
| 8                   | Tailândia (THA)              | 0    | 1     | 1      | 2     |
| 9                   | Malásia (MAS)                | 0    | 0     | 4      | 4     |
| 10                  | Emirados Árabes Unidos (UAE) | 0    | 0     | 1      | 1     |
| 10                  | Filipinas (PHI)              | 0    | 0     | 1      | 1     |
| 10                  | Irã (IRI)                    | 0    | 0     | 1      | 1     |
| 10                  | Mongólia (MGL)               | 0    | 0     | 1      | 1     |
| Total (13 entradas) | Total (13 entradas)          | 20   | 20    | 20     | 60    |